# Acacia centralis
Acacia centralis é uma espécie de leguminosa do gênero Acacia, pertencente à família Fabaceae.